# Unjoni Politika Maltija
Unjoni Politika Maltija, UPM (Maltesiska politiska unionen) var ett politiskt parti i Malta, bildat efter första världskriget av de s.k. antiabstentionisterna inom Antireformpartiet.
Partiet blev det största partiet i den lagstiftande församlingen efter valet 1921 och bildade regering tillsammans med Arbetarpartiet.
Efter valet 1923 bytte man koalitionspartner till Partit Demokratiku Nazzjonalista. De båda regeringspartierna gick 2006 ihop och bildade ett nytt parti: Partit Nazzjonalista.